# La caduta di Berlino
La caduta di Berlino (in russo Падение Берлина?, Padenie Berlina) è un film di guerra sovietico del 1949 diretto da Michail Čiaureli e prodotto dalla Mosfil'm.
La pellicola ripercorre alcune fasi della seconda guerra mondiale, elogiando la figura di Iosif Stalin che in occasione dell'uscita del film compiva 71 anni.

## Trama

### Prima parte
Aleksej Ivanov, un timido operaio di un'acciaieria, supera notevolmente la sua quota di produzione e viene scelto per ricevere l'Ordine di Lenin e incontrare personalmente Iosif Stalin. Aleksej si innamora dell'insegnante idealista Nataša, ma a causa del suo carattere schivo non riesce a stringere un rapporto con lei. Quando incontra Stalin, che poco prima stava curando il proprio giardino, questi aiuta Ivanov a comprendere le sue emozioni e gli consiglia di recitarle una poesia; in seguito, il leader lo invita a pranzo nella sua dacia.
Dopo esser ritornato da Mosca, Aleksej confessa il suo amore per Nataša ma mentre i due passeggiano tra i campi di grano, la loro città viene attaccata dai tedeschi che intanto avevano iniziato l'invasione dell'Unione Sovietica. Aleksej perde conoscenza e rimane in coma ma, quando si risveglia, viene a sapere che Nataša è sparita e che i nazisti si trovano alle porte di Mosca. Nella capitale, Stalin intanto progetta delle strategie di difesa, illustrando al generale Georgij Žukov il modo con il quale avrebbe dovuto dispiegare le sue forze. Aleksej si arruola come volontario nell'Armata Rossa, partecipando alla parata nella Piazza Rossa e nella battaglia di Mosca.
A Berlino, dopo aver ricevuto benedizioni da parte dei rappresentanti degli Stati alleati o simpatizzanti – la Spagna, la Turchia, il Vaticano, la Romania e il Giappone – e osservando una lunga coda di ostarbeiter tra i quali figura Nataša, Adolf Hitler diventa furioso per la sconfitta a Mosca. Esonera Walther von Brauchitsch dalla sua carica e offre il comando dell'esercito a Gerd von Rundstedt ma quest'ultimo rifiuta, affermando che Stalin è un ottimo capitano e la sconfitta della Germania è certa. Hitler decide alla fine di attaccare Stalingrado, mentre Hermann Göring cerca di negoziare col capitalista britannico Bedstone alcuni rifornimenti di materiale utile allo sforzo bellico contro i comunisti.
Dopo la vittoria sovietica a Stalingrado, Vasilij Čujkov fa sapere a Ivanov che Stalin è sempre con lui e l'Armata Rossa. Durante la Conferenza di Jalta, Stalin e gli Alleati dibattono sullo svolgimento della guerra: Winston Churchill vuole impedire ai Sovietici di entrare a Berlino e cerca di convincere Franklin Delano Roosevelt ad accettare il suo piano. Intanto la guerra continua a Mosca, con Aleksej sul campo di battaglia e Nataša rinchiusa in un campo di concentramento nazista.

### Seconda parte
Stalin chiede ai suoi generali se saranno loro a conquistare Berlino oppure gli Alleati occidentali, ed i generali affermano che saranno loro a catturare la città per primi. I soldati sovietici, compreso Aleksej, avanzano verso Berlino mentre Hitler ordina al suo esercito di combattere fino alla fine. Intanto, viene impartito l'ordine di uccidere tutti gli internati nei campi di concentramento prima che l'Armata Rossa potesse raggiungerli, ma le truppe sovietiche riescono a liberare i prigionieri prima della loro esecuzione. Ivanov non trova però Nataša.
Hitler e i leader nazisti cadono sempre di più nella disperazione all'avvicinarsi dei Sovietici a Berlino: il dittatore decide di inondare le stazioni della metropolitana, facendo affogare migliaia di civili. In seguito, sposa Eva Braun e si suicida. Il generale Hans Krebs riferisce la notizia della morte di Hitler all'Armata Rossa e chiede di cessare il fuoco; Stalin ordina di accettare soltanto una resa incondizionata. Aleksej viene scelto per portare la Bandiera della Vittoria assieme a Michail Egorov e Meliton Kantaria. La loro divisione assedia il Reichstag e i tre issano la bandiera sulla cima.
Impossibilitati a continuare l'impari lotta, i tedeschi si arrendono e i soldati dell'Armata Rossa festeggiano la vittoria cantando e ballando davanti al Parlamento teutonico, ormai occupato. Nel frattempo l'aereo di Stalin, scortato da quattro caccia, sorvola trionfalmente Berlino venendo notato dalla gente; una volta atterrato, il leader comunista viene accolto da una folla entusiasta di persone di "tutte le nazioni", che reggono vessilli con il suo ritratto e agitano bandiere di vari paesi (Stati Uniti e Gran Bretagna compresi).
Stalin tiene quindi un discorso nel quale celebra la vittoria sul nazismo, ricorda il grande sforzo umano che essa è costata e afferma che non bisogna dimenticare mai questi sacrifici, perciò auspica che d'ora in avanti tutte le nazioni dovranno lottare per la pace e la felicità di tutte le persone nel mondo: solo così questi sacrifici non saranno stati vani. Nella folla, Aleksej e Nataša si riconoscono l'un con l'altra e si riuniscono. Nataša chiede a Stalin di poterlo baciare per ringraziarlo di tutto ciò che ha fatto e i due si abbracciano, mentre gli ex prigionieri elogiano Stalin in numerose lingue. Il film finisce con l'augurio del leader sovietico di felicità e pace.

## Produzione

### Contesto
Il culto della personalità di Stalin, che iniziò a manifestarsi già alla fine degli anni Trenta, fu notevolmente ridotto durante la Seconda guerra mondiale; per mobilitare la popolazione contro il nemico, i film sovietici si concentrarono sugli eroi storici che avevano difeso la Russia nel passato o sulle imprese del popolo stesso. Il personaggio del leader bolscevico apparve solo in due pellicole durante il conflitto. Tuttavia, quando la vittoria sembrò sicura, Stalin rafforzò il suo controllo su ogni aspetto della società sovietica, compreso il cinema. Dopo il 1945, la sua esaltazione tornò sullo schermo con un'intensità mai vista prima e fu accreditato come l'unico artefice della sconfitta della Germania. Denise J. Youngblood ha scritto che, poco dopo, rimasero solo tre tipi di eroi di guerra: "i morti, i mutilati e Stalin".

### Il progetto
Mikheil Chiaureli, il regista preferito da Stalin, e lo scrittore Pyotr Pavlenko avevano già collaborato per creare il film cult del 1946 Il giuramento. Il ministro sovietico del Cinema, Ivan Bolshakov, incaricò entrambi di iniziare a lavorare a La caduta di Berlino poco dopo l'uscita de Il giuramento, nel luglio 1946. Il film fu concepito come regalo dello studio Mosfilm a Stalin per il suo 70º compleanno ufficiale, che si sarebbe tenuto il 21 dicembre 1949. La pellicola avrebbe dovuto far parte di un ciclo di dieci film sul ruolo del premier nella Seconda guerra mondiale, intitolata I dieci colpi di Stalin, anche se non sarebbe stata corrispondente con l'omonima serie di campagne sul fronte orientale. Il progetto fu realizzato solo parzialmente fino alla morte di Stalin, quando venne abbandonato.

### Sviluppo
Come per tutti i film in cui compare il suo personaggio, Stalin si interessò molto al lavoro su La caduta di Berlino. Il dittatore intervenne nel lavoro di Pavlenko, lesse il manoscritto della sceneggiatura e corresse diversi errori grammaticali; eliminò anche una breve sequenza in cui un civile tedesco a Berlino esortava la sua famiglia ad affrettarsi a fuggire all'avvicinarsi dell'Armata Rossa; lo storico tedesco Lars Karl ritenne che ciò indicasse la sua volontà di dimostrare che la popolazione civile non aveva nulla da temere dai sovietici. Il film fu il primo lungometraggio sulla battaglia di Berlino e sugli eventi nel bunker di Hitler, precedendo L'ultimo atto di cinque anni.
Ėdvard Stanislavovič Radzinskij affermò che suo padre aveva saputo da Pavlenko che Berija gli aveva detto che Il giuramento era stato un “film sublime”, destinato a identificare Stalin con Gesù: Lenin, facendo un parallelo con Giovanni Battista, lo riconosceva come il Messia; “il linguaggio di questo seminarista tradiva la paternità di questa osservazione”. Radzinskij ha aggiunto che La caduta di Berlino “sviluppa ulteriormente il tema”, poiché si conclude “con un'apoteosi: Stalin arriva in aereo... Con l'abito bianco di un angelo che scende dalle nuvole", egli ”si rivela agli uomini in attesa... Essi glorificano il Messia in tutte le lingue".
Lo storico russo Aleksandr Prochorov ritiene che il film sia stato influenzato dai film di propaganda nazista. Lo scrittore John Riley affermò che la scena in cui l'aereo di Stalin arriva a Berlino - che era fittizia: Stalin non volò mai verso la capitale tedesca, tanto meno il giorno della presa del Reichstag - è stata modellata sull'atterraggio di Hitler a Norimberga dal Trionfo della volontà, e che il finale del film è stato ispirato da una sequenza simile di La cittadella degli eroi; l'assalto al Reichstag “parodiava” il massacro sulla scalinata di Odessa della La corazzata Potëmkin, un gesto che intendeva prendere in giro Sergej Michajlovič Ėjzenštejn.
Secondo le memorie di Svetlana Allilueva, Chiaureli si rivolse al padre con l'idea di inserire nella trama il destino di suo figlio, Jakov Iosifovič Džugašvili. Stalin rifiutò prontamente la proposta. L'attore sovietico Artëm Karapetian ha affermato che la moglie di Chiaureli, l'attrice Veriko Anjaparidze, gli ha raccontato che Stalin era così indignato quando conobbe la proposta che Berija, il quale si trovava nelle vicinanze, si mise la mano nella tasca dei pantaloni, cercando “presumibilmente la pistola”. La figlia del regista, Sofiko Chiaureli, ha raccontato che suo padre "capì di essere salvo" quando Stalin si asciugò le lacrime dagli occhi mentre guardava Gelovani scendere dall'aereo e mormorò: «Se solo fossi andato a Berlino...».

### Fotografia
Chiaureli portò a Berlino circa 10.000 comparse sovietiche per le riprese e ingaggiò anche molti residenti locali per la sequenza dell'allagamento del tunnel; non poté lavorare nel Reichstag, poiché si trovava nella zona britannica di Berlino Ovest, e condusse le riprese principalmente presso lo Studio Babelsberg. Tuttavia, la maggior parte degli episodi ambientati nella capitale tedesca furono girati in città in rovina della regione baltica. Inoltre, negli studi della Mosfilm fu costruito un modello in scala di Berlino, grande più di un chilometro quadrato, che servì a creare le scene di combattimento urbano presenti alla fine della Seconda Parte.
L'esercito sovietico fornì cinque divisioni, delle formazioni di artiglieria di supporto, quattro battaglioni di carri armati, 193 aerei militari e 45 carri armati tedeschi catturati per ricreare le battaglie in campo aperto rappresentate ne La caduta di Berlino. Durante le riprese i mezzi meccanici consumeraono 1,5 milioni di litri di carburante. La caduta di Berlino fu uno dei primi film a colori realizzati in Unione Sovietica. I produttori utilizzarono bobine Agfacolor, prese dagli studi UFA di Babelsberg.

### Colonna sonora
Il compositore Dmitrij Dmitrievič Šostakovič, accusato di formalismo nel 1948, fu chiamato a comporre la colonna sonora. Vano Il'ič Muradeli disse che il suo contributo a La caduta di Berlino e ad altri film stalinisti fu l'unica cosa che lo salvò dalla persecuzione del regime. Riley scrisse che la colonna sonora del film, insieme a Canzone delle foreste, “è stata la cosa più vicina all'elogio palese di Stalin da parte di Šostakovič”. Un altro brano musicale utilizzato ne La caduta di Berlino è la Marcia nuziale di Felix Mendelssohn, che si sente durante la scena in cui Hitler sposa Eva Braun; tale brano era vietato nella Germania nazista: secondo Riley, non è chiaro se Chiaureli intendesse prendere in giro i nazisti ritraendoli incapaci di riconoscere un elemento da loro vietato, o se semplicemente ignorasse il divieto.

## Riconoscimenti
- Globo di Cristallo 1950 al Festival internazionale del cinema di Karlovy Vary